# José Caicedo
José Luis Caicedo Barrera (Palmira, Valle del Cauca; 23 de mayo de 2002) es un futbolista colombiano. Juega como mediocampista defensivo y su equipo actual es el C. Universidad Nacional de la Primera División de México.

## Carrera en clubes

### C. Independiente Santa Fe

#### Llegada al profesionalismo
Tras competir en diferentes torneos juveniles en las Inferiores de Independiente Santa Fe, finalmente el 14 de julio de 2019 debuta en el profesionalismo, bajo la dirección de Patricio Camps, en un partido ante Deportivo Pasto por el Torneo Finalización 2019, ingresando al juego como inicialista.
Luego de un semestre con poca continuidad, termina saliendo libre del equipo de Bogotá a final de tal año, habiendo disputado cinco partidos.

### Barranquilla F. C.
Es presentado en febrero de 2020 como nuevo jugador del Barranquilla F. C. —A préstamo desde Independiente Santa Fe—, próximo a disputar el Torneo de Ascenso 2020, direccionado por Roberto Peñaloza.
Sale libre del equipo tras el primer semestre de tal año, nuevamente con pocas apariciones, habiendo disputado tres partidos.

### U.N.A.M. Pumas Tabasco
Es presentado en octubre de 2020 como nuevo jugador de Pumas Tabasco, equipo filial del Club Universidad Nacional en la Segunda División de México.
Con el equipo de Tabasco jugó cerca de ocho meses y disputó doce partidos, siendo dirigido por Carlos González y Alejandro Pérez.

### C. Universidad Nacional
Para julio de 2021 es integrado al equipo Sub-20 del Club Universidad Nacional.
Con la categoría juega cerca de un año, disputando principalmente la Liga MX Sub-20, competición en la que jugó cuarenta y tres partidos y marcó cinco goles.

#### Consolidación en el profesionalismo
En julio de 2022 es promovido por el técnico Andrés Lillini al primer equipo, a disputar el Torneo Apertura 2022.

## Selección nacional

### Categorías inferiores

#### Colombia Sub-17
Su primer acercamiento a su selección nacional es en septiembre de 2018, cuando es citado a un microciclo preparatorio por el entonces técnico de la Selección Colombia Sub-17, Héctor Cárdenas.
Posteriormente es convocado nuevamente por Héctor Cárdenas para disputar el Campeonato Sudamericano Sub-17 de 2019, jugado en Lima.

## Estadísticas

### Clubes
Actualizado al último partido jugado el 31 de julio de 2025.
| Club                          | Div.          | Temporada     | Liga  | Liga  | Liga   | Copas | Copas | Copas  | Internacional | Internacional | Internacional | Total | Total | Total  | Media goleadora |
| Club                          | Div.          | Temporada     | Part. | Goles | Asist. | Part. | Goles | Asist. | Part.         | Goles         | Asist.        | Part. | Goles | Asist. | Media goleadora |
| ----------------------------- | ------------- | ------------- | ----- | ----- | ------ | ----- | ----- | ------ | ------------- | ------------- | ------------- | ----- | ----- | ------ | --------------- |
| Santa Fe · Colombia           | 1.ª           | 2019          | 4     | -     | -      | 1     | -     | -      | -             | -             | -             | 5     | -     | -      | -               |
| Santa Fe · Colombia           | Total club    | Total club    | 4     | -     | -      | 1     | -     | -      | -             | -             | -             | 5     | -     | -      | -               |
| Barranquilla F. C. · Colombia | 2.ª           | 2020          | 1     | -     | -      | 2     | -     | -      | -             | -             | -             | 3     | -     | -      | -               |
| Barranquilla F. C. · Colombia | Total club    | Total club    | 1     | -     | -      | 2     | -     | -      | -             | -             | -             | 3     | -     | -      | -               |
| Pumas Tabasco · México        | 2.ª           | 2020-21       | 12    | -     | -      | -     | -     | -      | -             | -             | -             | 12    | -     | -      | -               |
| Pumas Tabasco · México        | Total club    | Total club    | 12    | -     | -      | -     | -     | -      | -             | -             | -             | 12    | -     | -      | -               |
| Pumas de la UNAM · México     | 1.ª           | 2021-22       | 1     | -     | -      | -     | -     | -      | 1             | -             | -             | 2     | -     | -      | -               |
| Pumas de la UNAM · México     | 1.ª           | 2022-23       | 14    | -     | -      | -     | -     | -      | -             | -             | -             | 14    | -     | -      | -               |
| Pumas de la UNAM · México     | 1.ª           | 2023-24       | 26    | 1     | -      | -     | -     | -      | 3             | -             | 1             | 29    | 1     | 1      | 0.03            |
| Pumas de la UNAM · México     | 1.ª           | 2024-25       | 38    | 2     | 1      | -     | -     | -      | 9             | -             | -             | 47    | 2     | 1      | 0.04            |
| Pumas de la UNAM · México     | 1.ª           | 2025-26       | 3     | -     | -      | -     | -     | -      | 1             | -             | -             | 4     | -     | -      | 0               |
| Pumas de la UNAM · México     | Total club    | Total club    | 82    | 3     | 1      | -     | -     | -      | 14            | -             | 1             | 96    | 3     | 2      | 0.03            |
| Total carrera                 | Total carrera | Total carrera | 99    | 3     | 1      | 3     | -     | -      | 14            | -             | 1             | 116   | 3     | 2      | 0.03            |
| 1. 2. 3.                      |               |               |       |       |        |       |       |        |               |               |               |       |       |        |                 |

### Selección de Colombia
Actualizado al último partido jugado el 9 de septiembre de 2023.
| Selección nacional        | Temporada                 | Continental | Continental | Continental | Mundiales | Mundiales | Mundiales | Amistosos | Amistosos | Amistosos | Total | Total | Total  | Media goleadora |
| Selección nacional        | Temporada                 | Part.       | Goles       | Asist.      | Part.     | Goles     | Asist.    | Part.     | Goles     | Asist.    | Part. | Goles | Asist. | Media goleadora |
| ------------------------- | ------------------------- | ----------- | ----------- | ----------- | --------- | --------- | --------- | --------- | --------- | --------- | ----- | ----- | ------ | --------------- |
| Sub-17 · Colombia         |                           |             |             |             |           |           |           |           |           |           |       |       |        |                 |
| 2019                      | 3                         | -           | -           | -           | -         | -         | -         | -         | -         | 3         | -     | -     | -      |                 |
| Total sel.                | 3                         | -           | -           | -           | -         | -         | -         | -         | -         | 3         | -     | -     | -      |                 |
| Sub-23 · Colombia         |                           |             |             |             |           |           |           |           |           |           |       |       |        |                 |
| 2023                      | -                         | -           | -           | -           | -         | -         | 1         | -         | -         | 1         | -     | -     | -      |                 |
| Total sel.                | -                         | -           | -           | -           | -         | -         | 1         | -         | -         | 1         | -     | -     | -      |                 |
| Total selección y carrera | Total selección y carrera | 3           | -           | -           | -         | -         | -         | 1         | -         | -         | 4     | -     | -      | -               |
| 1. 2.                     |                           |             |             |             |           |           |           |           |           |           |       |       |        |                 |